# Barbara Patzek
Barbara Patzek (* 7. Oktober 1948 in Usingen/Taunus) ist eine deutsche Althistorikerin.
Die Tochter eines Bauingenieurs besuchte das Helene-Lange-Gymnasium in Wiesbaden. Von 1968 bis 1978 studierte sie Europäische Kunstgeschichte, Klassische und Vorderasiatische Archäologie, Altorientalistik, Alte Geschichte und Klassische Philologie in Frankfurt am Main, Heidelberg und Paris. Sie wurde 1978 an der Universität Frankfurt in Vorderasiatischer Archäologie mit einer Arbeit zum Thema: Untersuchungen zum Beginn der syrischen Bronzeplastik promoviert. Von 1980 bis 1988 war sie Wissenschaftliche Assistentin an der Universität Essen.
Im Jahre 1986 erfolgte ihre Habilitation in Alter Geschichte über das Thema: Homer und Mykene, oder Realien und Geschichte. In den Jahren 1988 und 1989 übernahm sie die Vertretung einer Professur an der Universität Bielefeld. 1989 wurde sie zur Wissenschaftlichen Oberassistentin an der Universität Essen ernannt. An der Universität Duisburg-Essen war sie von 1999 bis zu ihrer Pensionierung Lehrkraft für besondere Aufgaben. Im Jahr 2003 wurde ihr der Titel „außerplanmäßige Professorin“ verliehen.

## Schriften
- Untersuchungen zum Beginn der syrischen Bronzeplastik. Frankfurt am Main 1983 (Frankfurt am Main, Universität, Dissertation, 1978).
- Homer und Mykene. Mündliche Dichtung und Geschichtsschreibung. Oldenbourg, München 1992, ISBN 3-486-55933-8 (Zugleich: Essen, Universität, Habilitations-Schrift, 1986).
- als Herausgeberin: Bilder und Bücher um Homer und Troia. Von der Ilias Ambrosiana zu Heinrich Schliemann. Museum Altenessen, Essen 1990, (Ausstellungskatalog zur Homerrezeption im Museum Altenessen, 6. Januar – 10. März 1991) Essen, 1991.
- als Herausgeberin mit Justus Cobet: Archäologie und historische Erinnerung. Nach 100 Jahren Heinrich Schliemann. Klartext, Essen 1992, ISBN 3-88474-005-9.
- als Herausgeberin: Quellen zur Geschichte der Frauen. Band 1: Antike (= Reclams Universal-Bibliothek. 17022). Reclam, Stuttgart 2000, ISBN 3-15-017022-2.
- Homer und seine Zeit (= Beck’sche Reihe 2302 C. H. Beck Wissen). Beck, München 2003, ISBN 3-406-48002-0 (In polnischer Sprache: Homer i jego czasy. WUW – Wydawnictwa Uniwersytetu Warszawskiego, Warschau 2007, ISBN 978-83-235-0357-6).
- mit Mischa Meier, Uwe Walter und Josef Wiesehöfer: Deiokes, König der Meder. Eine Herodot-Episode in ihren Kontexten (= Oriens et Occidens. Band 7). Franz Steiner, Stuttgart 2004, ISBN 3-515-08585-8.
- Homer und die frühen Griechen. De Gruyter, Berlin u. a. 2017, ISBN 978-3-11-046876-2.